# LK
Lauritz Knudsen (forkortet LK) er en dansk virksomhed, der producerer el-artikler og installationsmateriel til det danske marked. Hovedkontoret er placeret i Ballerup, mens produktionen af komponenterne foregår på en fabrik i det nordlige Ringsted.

## Historie
Lauritz Knudsen grundlagde virksomheden i 1893, oprindeligt med produktion af ure og andre tidsmålere. Med elektricitetens udbredelse skiftede fokus hurtigt til el-installationsmateriel, og fabrikken blev kendt som Lauritz Knudsens mekaniske Etablissement.
I 1906 blev de første fabriksfremstillede stikkontakter lanceret, hvilket blev en stor succes.
I 1921 flyttede virksomheden til Haraldsgade på Nørrebro, i bygninger tegnet af arkitekt Alfred Thomsen. Ud over el-installationsmateriel producerede Lauritz Knudsen også radiomodtagere og højttalere frem til Anden Verdenskrig.
I 1930’erne introducerede virksomheden de første komplette el-installationssystemer til boliger, hvilket banede vejen for en standardisering af el-installationer i Danmark.

### Efterkrigstiden og vækst
Efter Anden Verdenskrig oplevede Lauritz Knudsen stor vækst i takt med det stigende behov for elektrificering i Danmark. Der blev løbende udviklet nye produkter og forbedrede løsninger til både private og erhverv.
I 1968 fusionerede Lauritz Knudsen med Valby-virksomheden NES (Nordisk Elektricitets Selskab) og blev midlertidigt kendt som LK-NES.
I 1986 flyttede hovedkontoret og produktudviklingen til nye, moderne faciliteter i Ballerup.

### Produktinnovation
Lauritz Knudsen har lanceret flere ikoniske produktserier:
- OPUS® – Introduceret i 1970’erne, en populær serie af afbrydere og stikkontakter, særligt kendt for sin holdbarhed og klassiske design.[1]
- FUGA® – Introduceret i 2008 i forbindelse med 100-års jubilæet for stikkontaktproduktionen. FUGA® blev hurtigt en ny standard i danske hjem og bygger videre på OPUS®' succes, men med et mere fleksibelt og moderne design.[1]
- IHC® (Intelligent House Control) – Et avanceret system til intelligent styring af lys, varme, ventilation og sikkerhed i boliger og erhvervsejendomme, lanceret i 1990’erne.[1]

### Opkøb og internationalisering
I 1999 blev Lauritz Knudsen opkøbt af den franske industrikoncern Schneider Electric. Siden opkøbet har Lauritz Knudsen fortsat som et selvstændigt brand under Schneider Electric Danmark A/S.
I 2020’erne har Lauritz Knudsen øget fokus på bæredygtighed og energieffektive løsninger, med udvidelse af deres sortiment af intelligente produkter, der understøtter grøn omstilling i byggeriet.

## Ophævelse af monopol
Lauritz Knudsen havde gennem mange år en de facto monopolstatus på udformningen af stikkontakter i danske boliger. Sikkerhedsstyrelsen besluttede dog, at der pr. 1. juli 2008 kunne installeres stikkontakter produceret efter fransk-belgisk standard.
Indtil 2008 dominerede Lauritz Knudsen markedet med en andel på over 60 %.
I 2011 blev stikkontakter af typen med sidejord også tilladt i Danmark.